# Inga sapindoides
Inga sapindoides är en ärtväxtart som beskrevs av Carl Ludwig von Willdenow. Inga sapindoides ingår i släktet Inga och familjen ärtväxter. IUCN kategoriserar arten globalt som livskraftig. Inga underarter finns listade i Catalogue of Life.